# Omphreus serbooccidentalis
Omphreus serbooccidentalis is een keversoort uit de familie van de loopkevers (Carabidae). De wetenschappelijke naam van de soort is voor het eerst geldig gepubliceerd in 2008 door Curcic & al..